# Tetramorium luteolum
Tetramorium luteolum är en myrart som beskrevs av Arnold 1926. Tetramorium luteolum ingår i släktet Tetramorium och familjen myror. Inga underarter finns listade i Catalogue of Life.